# Homme-absorbant
Carl « Crusher » Creel, alias l’Homme-absorbant (« Absorbing Man » en VO) est un super-vilain évoluant dans l'univers Marvel de la maison d'édition Marvel Comics. Créé par le scénariste Stan Lee et le dessinateur Jack Kirby, le personnage de fiction apparaît pour la première fois dans le comic book Journey into Mystery #114 en mars 1965.
C'est un ennemi récurrent du dieu Thor.

## Biographie du personnage

### Origines et parcours
Ancien boxeur devenu criminel, Carl « Crusher » Creel devient l'Homme-absorbant en buvant, alors qu'il était en prison à la suite d'une une affaire de racket, une potion donnée par le dieu asgardien Loki, qui voulait se servir de lui pour vaincre son demi-frère, le dieu Thor. Mais Creel, malgré son immense pouvoir qui lui permet de tenir tête à l'asgardien, est finalement vaincu par Thor quand il se transforme en hélium.
Loki retrouve l'Homme-absorbant dans l'espace et lui apprend qu'il est à l'origine de sa nouvelle puissance. Peu après, il l'envoie affronter Thor une nouvelle fois, puis l'amène sur Asgard ; Creel terrasse les légions d'Odin, puis Odin lui-même (en absorbant le pouvoir d'Asgard). Finalement, Creel est battu quand il se querelle avec Loki sur le contrôle d'Asgard. Le duo est ensuite banni dans l'espace.
L'Homme-absorbant combat ensuite, lors de courtes rencontres, Hulk, Captain America, Daredevil, Dazzler et les Vengeurs. On l'a aussi vu affronter la Chose.
Il fait ensuite partie de l'équipe des super-vilains participant aux Guerres secrètes, au cours de laquelle il entame une relation sentimentale avec la super-vilaine Titania. Il fait aussi partie des Maîtres du mal et lutte contre Quasar, puis contre les Thunderbolts.
Plus tard, il se rend aux autorités après les avoir sommées de prendre soin de sa femme Titania, atteinte d'un cancer contracté lors de sa mutation.
Durant le crossover Civil War, il est laissé pour mort par Sentry après avoir été dissous en atomes.

### Dark Reign
L'Homme-absorbant survit et est recruté par la Lethal Legion du Moissonneur, quand celui-ci tente de combattre le système fasciste de Norman Osborn, mais leur action échoue (car le Moissonneur était de mèche avec Osborn), et Creel est de nouveau emprisonné.
De là, il est envoyé au Projet Pegasus qui comptait étudier ses pouvoirs ; Creel en profite pour s'échapper de sa cellule et voler le pouvoir du Cube cosmique. Les Vengeurs de Hank Pym et ceux de Norman Osborn s'allient pour le vaincre. Finalement, touché par une épée runique donnée à Iron Patriot (en) par Loki, l'Homme-absorbant s'écroule, privé de ses super-pouvoirs. Il est laissé en liberté, mais se voit confisquer sa chaîne et son boulet. Il tente par la suite de les reprendre aux Vengeurs, mais est capturé par Sharon Carter et Maria Hill.

### Fear Itself
Lors de l'arc narratif Fear Itself, on retrouve Creel et Titania travaillant dans l'exploitation illégale d'une mine en Afrique du Sud. Creel porte l'un des sept Marteaux Sacrés envoyés sur Terre par le dieu asgardien Serpent (en), et se retrouve transformé en un avatar, « Greithoth, le Briseur de volontés ».

### AXIS
Creel fait partie des super-vilains recrutés par Magnéto pour aider à combattre Red Onslaught. Quand la Sorcière rouge et le Docteur Fatalis réussissent à lancer un sort d'inversion sur Red Onslaught, le sort finit par recouvrir toute l'île de Génosha, entraînant non seulement l'esprit de Charles Xavier (un produit de Red Onslaught ayant volé le cerveau du défunt fondateur des X-Men) au premier plan et ramenant Crâne rouge à sa forme normale, maintenant inconsciente - mais aussi l'inversion de la boussole morale de chaque héros et méchant sur l'île de Génosha. À la suite de ce sort, de nombreux super-vilains commencent à agir de manière plus héroïque ; Creel étant l'un d'entre eux, rejoignant même les Astonishing Avengers, fondés dans le but d'empêcher les X-Men désormais diaboliques de tuer tous les humains sur Terre à l'aide d'une bombe génétique.
Les Astonishing Avengers combattent les X-Men et réussissent à empêcher la bombe génétique d'exploser, mais sont vaincus. L'apparition de l'Axe[Quoi ?] leur donne un second souffle pour continuer à se battre. Lorsqu'un sort de réinversion est lancé, l'Homme absorbant redevient mauvais.

## Pouvoirs, capacités et équipement
L'Homme-absorbant peut absorber la structure moléculaire de toute matière avec laquelle il entre en contact (bois, acier, neige, adamantium, soie, etc.) et altérer sa propre structure moléculaire (son corps, les vêtements qu’il porte, sa chaîne et son boulet) afin d’imiter les propriétés physiques de ce matériaux.
En complément de ses pouvoirs, « Crusher » Creel est un excellent combattant à mains nues, notamment dans le style du combat de rue. C'est aussi un cambrioleur expérimenté.
- On a déjà vu l'Homme-absorbant prendre des formes spéciales, comme la structure moléculaire du marteau de Thor, Mjollnir, forgé dans le métal mystique uru, ou encore devenir de l'énergie pure comme de la lumière[1].
- Son aspect physique peut aussi être altéré lorsqu'il touche un objet. Ses poings peuvent devenir des marteaux s'il touche cet outil, sa taille peut être décuplée s'il touche un building, etc. On l'a récemment vu prendre la forme et les capacités d'êtres humains ou d'animaux (comme il l'a fait avec Miss Hulk ou un requin-tigre)[1].
- Lors de ses transformations, il conserve son intellect, la parole et un contrôle physique de son corps. Quand il est altéré, il est capable de réparer son corps si celui-ci est endommagé. Il a ainsi montré qu'il possédait la faculté de recoller son bras après l’avoir perdu (quand il était sous une forme pierreuse), le rattachant à son épaule avant de reprendre forme humaine[1],[19].
- Plus récemment, il a développé la faculté de contrôler l’esprit d'autrui sur de vastes distances[1].

Il est habituellement armé d'un boulet de prisonnier relié à une chaîne, arme idéale pour le combat au corps à corps et qui lui permet de transformer facilement son corps en acier, en quelques secondes.

## Versions alternatives

### Age of Apocalypse
Dans la réalité d'Age of Apocalypse, l'Homme-absorbant (aux côtés de Diablo) travaille comme gardien de prison au Mexique.

### Terre X
Au début de la série limitée Earth X, Crusher Creel absorbe les connaissances du robot Ultron, ce qui lui confère une compréhension accrue de ses propres facultés. Il peut alors se souvenir de tout ce qu'il a absorbé auparavant et peut afficher l'une de ces propriétés à volonté. Cela lui permet d'éliminer les Vengeurs, mais il est finalement vaincu par la Vision.

### House of M
Dans la réalité de House of M, l'Homme-absorbant est vu comme l'un membre des Maîtres du mal de The Hood.

### Marvel Zombies
Dans la réalité de Marvel Zombies, Creel, en tant que zombie, travaille pour le zombie du Caïd. Il combat l'intrus Machine Man en prenant une forme de pierre. Il est finalement amené à absorber la faible physicalité du zombie Karnak et Machine Man détruit rapidement sa tête.

### Old Man Logan
Dans la réalité de Old Man Logan (en), un Œil-de-faucon âgé révèle à Logan (Wolverine) que l'Homme-absorbant et Magnéto sont les responsables du meurtre de Thor.
Un flashback montre également que Mysterio a utilisé une illusion de lui parmi d'autres méchants pour inciter Wolverine à tuer ses compagnons X-Men.
Il est révélé sur une carte qu'un groupe calqué sur l'Homme-absorbant, appelé le « Creel Gang », opère en Géorgie. Dans les pages de Dead Man Logan, Logan est pris en embuscade par le Creel Gang en Géorgie, à la suite du vide de pouvoir causé par la mort de Crâne rouge et de Hulk. Ceux-ci ont la tête chauve, portent des pantalons de prison à rayures et manient des chaînes avec un boulet de prisonnier. Logan arrive à les combattre.

### Marvel Apes
Dans la réalité de Marvel Apes (en), cette version de l'Homme-absorbant est un mandrill appelé « Absorbing Mandrill », membre de la « Master Brotherhood of Evil Apes ».

### JLA/Avengers
Dans la série JLA/Avengers, l'Homme-absorbant fait partie des super-vilains contrôlés par l'esprit de Krona qui défendent sa forteresse quand les héros l'assaillent.

## Apparitions dans d'autres médias
Sauf indication contraire, les informations mentionnées dans cette section peuvent être confirmées par la base de données cinématographiques IMDb,  présente dans la section « Liens externes ».

### Cinéma
Interprété par Nick Nolte
- 2003 : Hulk de Ang Lee

Dans ce film, l'histoire de l'Homme-absorbant est fort différente puisqu'il s'agit de David Banner, le père de Bruce Banner (Hulk), qui acquiert ses pouvoirs en reproduisant l'expérience qui a transformé son fils en Hulk.

### Séries d'animation
- 2010 : Avengers : L'Équipe des super-héros
- 2013 : Avengers Rassemblement
- 2013 : Hulk et les Agents du S.M.A.S.H.

### Séries télévisées
Interprété par Brian Patrick Wade dans l'univers cinématographique Marvel
- 2014 : Marvel : Les Agents du SHIELD
- 2018 : Daredevil (affiche de combat contre Jack Murdock)

### Jeux vidéo
- 2022 : Marvel Snap

### Source
- Official Handbook of the Marvel Universe, volume 1.